# Randall Boggs
Randall Boggs, detto Randy è il principale antagonista della serie Monsters & Co. (apparendo nel film Monsters & Co. del 2001 e nel suo prequel Monsters University del 2013, e nella serie animata Monsters & Co. la serie - Lavori in corso!), realizzato dalla Pixar Animation Studios. Durante la produzione del primo film, Randall avrebbe dovuto inizialmente chiamarsi Ned ed essere lo spaventatore più bravo della Monsters & Co., con Sulley geloso di lui. Con le numerose revisioni di sceneggiatura, il personaggio cambiò nome in Randall e subì alcuni cambiamenti.
È un mostro dall'aspetto di un geco camaleontico dalla pelle viola e azzurra con quattro arti superiori e quattro inferiori, agile e capace di mimetizzarsi con l'ambiente, che vuole rubare a Sulley il titolo di "miglior spaventatore". Il successo del primo Monsters & Co. ha permesso alla Pixar di realizzare un prequel che racconta come Randall da giovane fosse uno studente nerd, timido, impacciato e insicuro e di come diventò il personaggio più subdolo, spietato, invidioso, crudele, visto nel primo film.
Il personaggio è apparso in altri ambiti legati a Monsters & Co., videogiochi, pubblicità, fumetti e ha ispirato un'intera linea di merchandising, e risulta essere uno degli antagonisti preferiti all'interno della cultura della Pixar.

## Biografia del personaggio

### Monsters & Co.
Randall è un abilissimo spaventatore, secondo solo a James P. Sullivan nella classifica dell'energia che procura alla Monsters & Co. spaventando i bambini, molto intelligente e capace, ma anche invidioso, egoista, infido e privo di scrupoli, che non tollera di non primeggiare e strapazza il suo assistente Fungo. Il suo scopo è conquistare il titolo di numero uno degli spaventatori, vincendo in ciò sul rivale. Per raggiungere questo obiettivo, Randall vuole "rivoluzionare" l'industria degli spaventi costruendo un grande macchinario chiamato estrattore di urli, che serve per estirpare le urla (con effetti collaterali preoccupanti, visto che Fungo, posto da Sulley sulla macchina, perde colore e sviene) dei bambini come Boo, che Randall spaventa abitualmente e che questo ha scelto come cavia da laboratorio. La macchina non solo aiuterebbe l'azienda a fronteggiare la crisi energetica della città ma porterebbe il mostro anche a surclassare il rivale, e non è dato sapere se a Randall importi qualcosa del possibile licenziamento conseguente degli altri spaventatori. Viene aiutato dal direttore Waternoose, il quale anche se scontento di perdere Sulley spera che il piano di Randall salvi l'azienda dalla rovina. Al che Mike e Sulley corrono a salvare Boo, Randall li insegue per ucciderli e non lasciarli testimoni del piano (e il modo in cui guarda per un momento Waternoose non permette di escludere che possa riservare la morte anche al direttore), in una lunga corsa nell'azienda, alla fine della quale è Boo stessa a vincere la sua paura per lui, prima tirandogli la cresta e poi colpendolo con una mazza da baseball. Subito dopo Sulley e Mike lo bandiscono, gettandolo all'interno di una porta che dà in una roulotte: nel mondo umano una donna che è là dentro lo attacca con un badile credendo che sia un alligatore.

### Monsters University
Il giovane Randall, detto Randy, è un mostro con gli occhiali (li toglie su consiglio di Mike che li considera troppo vistosi, il che dà origine al fatto che Randall tiene perennemente gli occhi strizzati). Al contrario del primo film, Randy è insicuro e timido, al punto che si vergogna del suo potere di mimetizzazione (mentre Mike gli consiglia di sfruttarlo), ma è anche socievole e buono e cerca di diventare un bravo spaventatore studiando alla Facoltà di Spavento della Monsters University. All'inizio è compagno di stanza di Mike Wazowski, e benché sia bravo negli studi, cerca anche procurarsi amicizie che allevino la sua bassa autostima e lo portino al successo. Con l'aiuto di Mike, Randall ottiene grandissimi successi in questa facoltà e riesce, così, ad entrare nella confraternita della ROR, della quale fanno parte i migliori studenti spaventatori della Monsters University e che Randall prende ad esempio per arrivare in alto. Tuttavia i mostri della ROR, come Johnny Worthington III, sono tanto bravi quanto prepotenti e arroganti e Randall dinisce con il diventare come loro: una per tutte, contribuisce a ridicolizzare la confraternita di Mike e Sulley, la OK, a una festa tenuta dalla ROR, rovesciando su loro della vernice, brillantini e peluche (scherzo che ricorda in parte quello fatto a Carrie White), e appendendo fotografie della scena in tutta l'università. Il tutto senza apparente rimorso (a differenza di esempio di un altro futuro spaventatore, George Sanderson), il che fa già capire che Randall ha deciso chi siano gli esempi da seguire e chi i "perdenti". Durante le Spaventiadi, Randall affronta in una competizione di spavento Sulley. La gara vede Sulley vincitore, in quanto il ruggito di quest'ultimo si rivela così potente da far trasalire Randall, che precipita dal muro su cui si era appostato, non causa uno spavento efficace, perde la gara e viene quindi cacciato dalla confraternita: Randall giura a se stesso che non si farà mai più battere da Sulley dando così inizio alla loro rivalità e, negli anni, diventa sempre più cattivo, con il pensiero fisso in particolare di rovesciare Sulley e sempre senza ricucire con Mike.

### Kingdom Hearts III
Tempo dopo del suo esilio (successo nel primo film), Randall viene aiutato da una misteriosa figura mascherata in soprabito nero di nome Vanitas, il quale ricostruisce la porta per permettergli di ritornare a Mostropoli. Randall spiega al suo salvatore riguardo alla Monsters & Co. e che il suo mondo prima del suo esilio, funzionava ad energia grazie alle urla ottenute spaventando i bambini di vari mondi usando una tecnologia che permetteva alle porte di condurli in altri mondi. Vanitas interessato, collabora con Randall, permettendogli di usare i suoi Nesciens e dicendogli di mandarli in vari mondi a raccogliere urla e tristezza, spiegandogli che un cuore traumatizzato, avrebbe portato energia illimitata. Così Randall, sperando di essere acclamato dagli abitanti del suo mondo accetta, nel frattempo manomette i macchinari della fabbrica della Monsters & Co. in segreto. Il mostro viene a sapere che Sulley e Mike, avevano riportato Boo a Mostropoli per giocare, e che dopo l'apparizione dei Nesciens, intendevano riportarla a casa assieme a tre visitatori: Sora, Paperino e Pippo, dunque li attira nella fabbrica dell'azienda con una falsa porta di Boo, e spiega loro sul come sia tornato, dell'alleanza con il suo salvatore, dei suoi piani di vendetta e che avrebbe traumatizzato i bambini per dare ancora più energia al proprio mondo, in seguito sparisce, lasciando i suoi nemici in balia dei Nesciens, degli Heartless e delle sue trappole. Ritrovati i suoi nemici, Randall prova a scagliargli contro un macchinario da lui creato con addosso vari contenitori di urla piena, ma senza risultati, perciò, irritato lui fugge. Non appena Sora e gli altri si allontano, Randall vede Vanitas trasformare il macchinario in un Nesciens gigante: Grumo d'Orrore, dunque raggiunge Sulley, Mike, Sora, Paperino e Pippo, e manda contro di loro Grumo d'Orrore, che però viene alla fine distrutto, mandando in fumo i malefici piani di vendetta del mostro, che accetta di ritornare al suo esilio, sebbene promette di tornare un'altra volta per vendicarsi un giorno. Appena tornato nello stesso mondo in cui è stato esiliato, la famiglia del camper lo scambia nuovamente per un alligatore, e lo picchia, mentre Sora, usa il suo Keyblade per far sparire magicamente la porta, affinché Randall non ritorni mai più.
Randall dimostra di essere l'unico dei personaggi cattivi della Disney Pixar ad apparire nel terzo capitolo della saga Kingdom Hearts, e a confrontarsi faccia a faccia con i suoi nuovi nemici Sora, Paperino e Pippo. 

### Monsters & Co. la serie - Lavori in corso!
Johnny Worthington III riesce a giungere al camper in cui Sulley e Mike hanno bandito Randall, salva il vecchio compagno di studi dagli umani che vi abitano terrorizzandoli, e Randall, per sdebitarsi (apparentemente nonostante la cacciata dalla ROR) e per vendetta contro Sulley e Mike lo aiuta a screditare la Monsters & Co.: di nascosto ruba il gas ottenuto dalle risate, in questo modo depaupera la Monsters&Co di energia, portando Mostropoli a subire diversi blackout e a perdere fiducia nell'azienda di Sulley e Mike; intanto mescola il gas a quello ottenuto dalle urla (il che causerebbe un'esplosione tale da distruggere la fabbrica di Sulley e Mike) e lui e Johnny propongono al pubblico un "amplificatore di urla" come alternativa all'energia delle risate, ma che in realtà non esiste. Quando poi Randall incastra Tylor per altri danni causati da lui, la Monsters&Co. caccia Tylor e Johnny promette a questo di far valere il suo talento come spaventatore nell'azienda della famiglia Worthington, la Paura&Co. In questo i due sabotatori si fanno aiutare da un altro loro vecchio compagno, Chet Alexander (già apparso in Monsters University), del quale non sembrano avere un'alta opinione (lo chiamano a volte "Bagnaletto"; nell'originale bedwetter appunto, gioco di parole su Chet Wetter). Il piano dei due complici viene svelato quando Randall riappare, fra le due puntate finali della seconda stagione della serie, e dopo uno scontro con il MIFT (che ha ricostruito l'estrattore di urla e vuole usarlo per purificare la miscela di gas ed evitare l'esplosione), Chet, che lavora per la commissione che regola la produzione di energia a Mostropoli, ferma Randall e riattiva la Monsters & Co., lui stesso e Johnny vengono incarcerati per i loro sabotaggi, ma il primo riesce a fuggire avvalendosi delle sue abilità mimetiche.

## Accoglienza
È stato posizionato al 27º posto nella classifica dei 30 Migliori Antagonisti della Disney. Il sito Ranker lo ha classificato al 29º posto nella classifica dei Migliori Personaggi della Pixar, mentre il sito Total Film lo ha classificato al 35º posto nella classifica dei 50 Migliori Personaggi della Pixar di tutti i tempi.
Il personaggio compare in numerosi videogiochi e linee di giocattoli basati sulla saga di Monsters & Co.. Nel 2002 è apparso in un manga di Monsters & Co. scritto e disegnato da Hiromi Yamafuji. Nel 2009 è comparso in una mini-serie di quattro numeri, séguito non canonico del primo film che descrive il lavoro quotidiano di Sulley e Mike: la prima volta Randall prova a vendicarsi dei due rivali calunniandoli, poi tenta di ucciderli facendosi aiutare da Waternoose e da un bambino umano, che si scoprirà essere Sid Phillips della saga di Toy Story. Avendo perso nuovamente, i due mostri vengono incarcerati e perdono di vista Sid. 